# Galápagosspottdrossel
Die Galápagosspottdrossel  (Mimus parvulus, Syn.: Nesomimus parvulus) ist eine Vogelart aus der Familie der Mimidae. Sie ist endemisch auf den Galapagosinseln in Ecuador.

## Merkmale
Wie alle auf den Galapagosinseln vorkommenden Spottdrosseln hat diese Art relativ lange Beine und einen gebogenen Schnabel. 

## Lebensweise
Ihre Nahrung ist wie bei Allesfressern üblich sehr divers, diese besteht aus Samen und wirbellosen Tieren bis hin zu Eiern, Baby-Schildkröten und Plazenta von Galápagos-Seelöwen. Forschungen legen nahe, dass die Art ein effektiver Verteiler von invasiven Pflanzenarten auf den Inseln sein könnte; denn sie frisst mehr Früchte als einige getestete Arten von Darwinfinken.

## Verbreitung
Die Galápagosspottdrossel ist die am weitesten verbreitete Spottdrosselart auf den Galapagosinseln. Sie ist auf den meisten größeren (und vielen kleineren) Inseln des Archipels zu finden.

## Gefährdung
Aufgrund ihrer weiten Verbreitung und weil für diese Art keine Gefährdungen bekannt sind, stuft die IUCN diese Art als ungefährdet (Least Concern) ein. Trotzdem genießt die Vogelart als Endemit besonderen Schutz.

## Arten
Es gibt sechs Unterarten, die jeweils endemisch zu ihrer Insel sind.
- Mimus parvulus barringtoni (Santa Fé)
- Mimus parvulus bauri (Genovesa)
- Mimus parvulus hulli (Darwin)
- Mimus parvulus parvulus (Santa Cruz, Seymour Norte, Daphne Major, Isabela und Fernandina)
- Mimus parvulus personatus (Pinta, Marchena, Rábida und Santiago)
- Mimus parvulus wenmani (Wolf)